# Richard Price
Richard Price (Bronx, 12 de outubro de 1949) é um escritor e roteirista estadunidense.
Richard Price nasceu em New York em 1949, e foi criado no bairro do Bronx. Em sua juventude chegou a trabalhar com construção civil enquanto cursava a Universidade. Depois de formar-se em Cornell, passou a frequentar um programa de graduação em escrita na Universidade de Columbia, lá um de seus contos foi escolhido e enviado para um agente, dando origem a seu primeiro romance, The Wanderers, que foi escrito quando tinha somente 24 anos. O romance autobiográfico que traz muito das suas memórias de infância, foi filmado mais tarde pelo diretor Philip Kaufman. Numa feliz parceria com o diretor Martin Scorsese teve uma indicação ao Oscar pelo roteiro do Filme A Cor do Dinheiro, 1986.
Indicado ao prêmio da National Book Critics Circle, pelo romance Clockers, que foi lançado em 1992 no Brasil pela editora Rocco e filmado em 1995, pelo diretor Spike Lee, (Irmãos de Sangue) recebendo mais uma indicação ao Oscar.
O romance Freedomland foi lançado no Brasil pela Editora Rocco, virou filme com roteiro do próprio Richard Price com a participação dos atores de Samuel L. Jackson, Jianne Moore e Edie Falco.
Escritor e roteirista, aclamado pelo público americano, é um dos únicos a ser eleito pela revista The New Yorker como autor dos melhores diálogos da literatura americana atual. Dono de uma imaginação poderosa, sua literatura sofreu forte influência do jornalista e escritor Tom Wolfe. Autor de sete romances, já produziu vários roteiros para cinema e televisão.
Participou em 5 de julho de 2008, da mesa de debates A mão e a luva com o escritor e quadrinista inglês Neil Gaiman na "Festa Literária Internacional de Paraty" (FLIP), no Brasil.
Casado com Judith Hudson vive no leste de Manhattan e leciona nas Universidades de Yale e Columbia.

## Obra
- The Wanderers, 1974.
- Bloodbrothers, 1976.
- Ladies’ Man, 1978.
- The Breaks, 1983.
- ClockersClockers - Ed. Rocco, 1992.
- Freedomland, (tradução de Eneida Santos) – Ed.Rocco, 2000.
- Lush life, 2008.

## Filmografia
- Streets of Gold, 1986;
- A Cor do Dinheiro – (The Color of Money), Buena VistaPictures, 1986;
- Bad (for Michael Jackson music video), 1987; (Videoclipe de Michael Jackson)
- Rain Man (uncredited), United Artists, 1988;
- Vitimas de uma Paixão- (Sea of Love), Universal Pictures, 1989;
- New York Stories (”Life Lessons” segment), Buena Vista Pictures, 1989;
- Night and the City, Twentieth Century-Fox, 1992;
- 3 Screenplays, Boston, Houghton Mifflin, 1993;
- Mad Dog and Glory, Universal Pictures, 1993;
- Kiss of Death, Twentieth Century-Fox, 1995;
- Clockers (with Spike Lee), Universal Pictures, 1995;
- Money Train (uncredited), Columbia Pictures, 1995;
- O Preço de um Resgate - (Ransom), Buena Vista Pictures, 1996;
- Shaft (and story), Paramount Pictures, 2000.
- Freedomland, Buena Vista Pictures, 2006.